# Андреа Бенети
Андреа Бенети (на италиански: Andrea Benetti) е италиански художник, фотограф и дизайнер, автор на „Манифеста на неопещерното изкуство“ (на италиански: Manifesto dell'Arte Neorupestre), представен през 2009 г., на 53-тото биенале във Венеция, в университета Ca' Foscari.

## Биография
Андреа Бенети е роден в Болоня през 1964 г. През 2006 г. той издава „Манифеста на неопещерното изкуство“, който представя на 53-тото Биенале на изкуството във Венеция през 2009 г.
Изкуството му е вдъхновено пряко и косвено от първите форми на изкуство, направени от праисторическия човек. От пещерните творби Бенети заимства стилистичните черти от творческа гледна точка, създавайки творби, претъпкани със стилизирани зооморфни и антропоморфни мотиви, геометрични форми и абстрактни форми, с цветни полета, сякаш за да създаде етичен и философски мост между праистория и съвременност, подчертана от използването на растителни пигменти и техники като барелеф и графити.
Неговите творби присъстват в основните национални и чуждестранни колекции с изкуство (като тези на ООН, Ватикана и Квиринале), сред последните му изложби са „Цветове и звуци на произхода“ (Болоня, Palazzo D 'Accursio, 2013), „VR60768 · антропоморфна фигура“ (Рим, Камара на депутатите, 2015), „Pater Luminum“ (Галиполи, Граждански музей, 2017) и „Лица срещу насилието“ (Болоня, Palazzo D'Accursio, 2017).
През 2020 г. художникът е удостоен с „Nettuno Prize“ на град Болоня.

## Музеи и колекции
Частни и институционални музеи и художествени колекции, придобили произведенията на Андреа Бенети:
- Колекция на изкуствата на ООН (Ню Йорк, САЩ) [10]
- Ватиканска колекция на изкуството (Città del Vaticano) [11]
- MACIA – Италиански музей за съвременно изкуство в Америка (Сан Хосе – Коста Рика) [12]
- Quirinal Art Collection ∙ Италианско председателство на републиката ∙ (Рим – Италия) [13]
- Палацо Монтечиторио ∙ Италиански парламент ∙ Депутатска камара (Рим – Италия) [14]
- Художествена колекция на Университета във Ферара (Ферара – Италия) [15]
- Колекция от изкуства на Университета в Бари (Бари – Италия) [16]
- Mambo ∙ Музей на модерното изкуство Болоня (Болоня – Италия) [17]
- Museion ∙ Музей за модерно и съвременно изкуство Болцано (Болцано – Италия) [18]
- CAMeC – Camec ∙ Център за модерно и съвременно изкуство – (Ла Специя – Италия) [19]
- Музей FP Michetti (Francavilla al Mare – Италия) [20]
- Музей за съвременно изкуство на Освалдо Личини (Асколи Пичено – Италия) [21]
- Арт колекция на община Лече (Лече – Италия) [22]